# SmartTrack
SmartTrack est un projet de réseau express régional pour la ville canadienne de Toronto en Ontario. 
Il comprend un système de structure tarifaire intégré et jusqu'à six nouvelles gares sur les couloirs existants des trains de banlieue de GO Transit : les lignes Kitchener, Lakeshore East et Stouffville.
SmartTrack a été proposée par le maire de Toronto, John Tory, et a été la pièce maîtresse de sa campagne pour les élections du maire de 2014.